# Onur Akbay
Onur Akbay (* 13. August 1986 in Erbaa) ist ein türkischer Fußballspieler.

## Karriere

### Verein
Onur Akbay begann mit dem Vereinsfußball in der Jugend von Erbaaspor. Im Sommer 2003 wechselte er zum Viertligisten Çorumspor und erhielt hier einen Profivertrag. In seine  ersten beiden Spielzeiten kam er nur sporadisch zu Einsätzen. Erst in seiner dritten Saison erkämpfte er sich einen Stammplatz und spielte hier weitere dreieinhalb Spielzeiten.
Zur Rückrunde der Saison 2008/09 wechselte er zum Drittligisten Konya Şekerspor. Auch hier erkämpfte er sich einen Stammplatz und spielte zweieinhalb Spielzeiten für diesen Verein.
Nachdem sein Vertrag zum Saison 2011 ausgelaufen war, wechselte er zum Zweitligisten Adanaspor. Mit diesem Verein schaffte er es in seiner ersten Saison bis ins Playoff-Finale der TFF 1. Lig. Im Finale unterlag man in der Verlängerung Kasımpaşa Istanbul 2:3 und verpasste somit den Aufstieg in die Süper Lig erst in der letzten Begegnung.
Zur Saison 2012/13 wechselte er mit seinem Teamkollegen Adnan Güngör zum Ligakonkurrenten Karşıyaka SK. Bereits zur Rückrunde der Saison wechselte er zum Erstligisten Bursaspor. Für die Rückrunde der Spielzeit 2012/13 wurde er an den türkischen Zweitligisten Şanlıurfaspor ausgeliehen. Im Sommer 2014 verpflichtete ihn Şanlıurfaspor samt Ablöse.
Zur Rückrunde der Saison 2015/16 wechselte er zum Ligarivalen Adana Demirspor. Nacheinhalb Spielzeiten zog er zum Stadtrivalen Adanaspor weiter.